# Zemlianítxne
Zemlianítxne (en (ucraïnès): Земляничне) és un poble de la República Autònoma de Crimea a Ucraïna, que el 2014 tenia 660 habitants. Pertany al districte de Bilogorsk.